# Ağılbaşı, Darende
Ağılbaşı là một thị trấn thuộc huyện Darende, tỉnh Malatya, Thổ Nhĩ Kỳ. Dân số thời điểm năm 2011 là 1.253 người.